# Rupēs di 21 Lutetia
Segue una lista delle rupēs presenti sulla superficie di 21 Lutetia. La nomenclatura di 21 Lutetia è regolata dall'Unione Astronomica Internazionale; la lista contiene solo formazioni esogeologiche ufficialmente riconosciute da tale istituzione.
Le rupēs di Lutetia portano i nomi di fiumi dell'Impero romano e delle regioni circostanti.
Sono tutte state identificate durante la missione della sonda Rosetta, l'unica ad avere finora raggiunto Lutetia.

## Prospetto
| Rupes        | Eponimo                                                     | Latitudine | Longitudine | Diametro |
| ------------ | ----------------------------------------------------------- | ---------- | ----------- | -------- |
| Glana Rupes  | Glana Rupes - L'odierno Glonn in Germania.                  | 11° N      | 124° E      | 9,8 km   |
| Rhenus Rupes | Rhenus Rupes - L'odierno Reno in Europa centro-occidentale. | 20° N      | 262° E      | 11,8 km  |